# 화원의 여왕님
화원의 여왕님~The Queen of Fortunate Isles~(花園~ 女王~)은 정희자가 쓴 추리 소설이다. 백합물적인 내용을 담고 있어 라이트 노벨로 분류되기도 한다. 2009년 7월부터 인터넷 서점 알라딘의 창작 블로그에서 연재되고 있다.

## 줄거리
제주도 서쪽 바다 인공섬 위에 지어진 세계적인 귀족학교 영화궁(永華宮) 고등학교. 이곳에는 학생들의 대표이며 이사회의 일원으로 학교를 운영할 수 있는 여왕이라는 직위가 있다. 이 학교에 입학한 여왕님과 마트료나는 여왕의 자리를 놓고 벌어지는 사건에 말려들게 되는데, 그 와중에 벌어지는 일련의 살인 사건을 이사회에서는 고의로 은폐하려 하고, 주인공 여왕님은 이사회의 음모를 밝히기 위해 여왕 선발전에 참여하게 된다.

## 무대

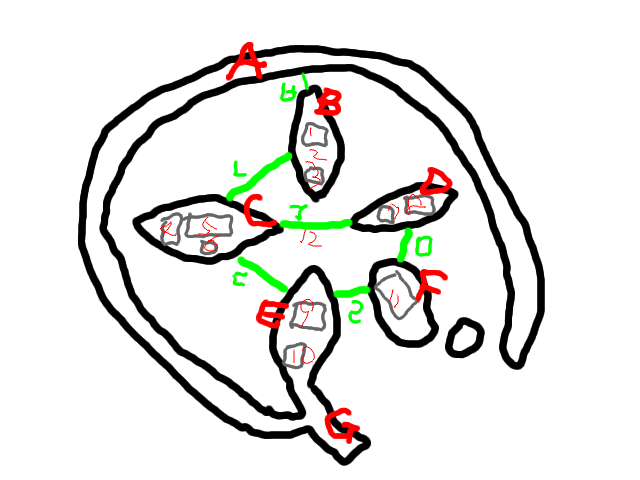
영화궁 고등학교 전도

이야기의 무대가 되는 영화궁 고등학교는 제주도 서쪽 해상에 만든 인공섬 위에 지어졌다. 섬 자체는 특별히 별도의 이름으로 불리지 않지만 보통 다섯 장의 꽃잎처럼 보인다고 해서 별꽃섬이라고 불린다.
- A - 방파제(풍력 발전기 4기, 태양력 발전기 2기)
- B - 북도(北島)
- C - 서도(西島)
- D - 동도(東島)
- E - 남도(南島, 남서도이지만 남도라고 부름)
- F - 남동도(南東島, 건설중)
- G - 선착장
- 1 - 이사회 건물
- 2 - 화원(풍경정원)
- 3 - 교직원 숙소
- 4 - 학생회관
- 5 - 교사(校舍)
- 6 - 도서관
- 7 - 편의시설(식당, 매점, 병원, 목욕탕, 미용실, 세탁소)
- 8 - 기숙사
- 9 - 체육관(강당, 수영장)
- 10 - 경비실, 면회소, 창고
- 11 - 운동장(잔디 축구장, 육상 트랙)
- 12 - 해저 수족관?(건설중)
- ㄱ - 승개교
- ㄴ,ㄷ - 차도(2차선)
- ㄹ,ㅁ - 보도교
- ㅂ - 일엽도개교

## 등장인물

### 1학년
여왕님 (呂~)
1학년 6반
연극 특기생으로 입학한 장학생. 중학교 때 병으로 1년 넘게 학교를 쉬어 2년 유급, 실제로는 19세이다. 자유분방한 성격이지만 불의를 못참거나 어려운 상황에 처한 사람을 곧잘 도와주는 덕분에 각종 사건에 말려든다.
마트료나 미하일로브나 불가코프
1학년 2반
러시아인 아버지와 한국인 어머니 사이에서 출생한 러시아인 유학생. 유년기는 블라디보스토크에서 살다가 어머니와 함께 한국으로 이주했다. 귀화하려고 했으나 어머니의 갑작스런 죽음 때문에 아직 국적을 취득하지 못하고 유학생 자격으로 입학했다.
조지란 (趙志爛)
1학년 4반
여왕님의 단짝 친구. 과자 중독증이라고 불릴 정도로 과자와 초컬릿 종류를 좋아하며, 여자애들의 몸을 만지기를 즐긴다.
체링 룽계 족첸
1학년 2반
인도 다람살라 출신 티베트인 유학생. 추리 소설, SF 등의 장르 소설을 굉장히 좋아하여 늘 읽고 있다. 대부분의 시간을 도서관에서 보내고 있으며, 어려움에 처한 여왕님에게 조언을 주는 역할을 한다.
북도정 (北導 貞)
1학년 4반
대기업 태북그룹의 3세중 막내. 이 학교를 졸업한 언니들이 모두 여왕에 도전했다가 낙선했기 때문에 의욕적으로 여왕의 자리를 노리고 있다. 북도 가문의 아이들은 모두 이름이 외자이지만, 여왕님에 의해 장난스레 불리던 것을 계기로 생긴 별명인 '도정'으로 불리고 있다.
오익희 (吳益喜)
1학년 3반
방송부원으로 선배인 마경과 함께 방과후 교내방송을 진행한다. 중학교 때부터 교내방송을 진행한 경험을 살려, 마경의 자유로운 발언을 진정시키고 수습하는 역할을 맡는다.
나즐리 빈티 압둘 하디스
1학년 3반
말레이시아에서 온 유학생. 마트료나의 룸메이트. 신실한 무슬림으로 대부분 히잡을 입고 생활한다.

### 2학년
길금윤 (吉錦潤)
2학년 5반
'나이프 사건'을 일으킨 장본인. 전임 여왕인 초월랑을 숭배에 가까울 정도로 좋아하고 있었으나 사건 이후로 여왕님을 따르게 된다.
마경 (麻 慶)
2학년 1반
방송부원으로 점심시간 및 방과후 교내방송을 진행한다. 느긋한 말투와 주위를 신경쓰지 않는 마이 페이스한 성격으로 인해 그 자신 혹은 진행하는 방송은 마경(魔境)이라 불리기도 한다.
공유실 (孔愉實)
2학년 3반
방송부원으로 실질적으로 방송부 일을 도맡아 하고 있다.
카밀리아 E. 브래드버리 (Camillia Ellison Bradbury)
2학년 2반
미국 유학생. 외교관의 딸이라 어릴적부터 세계 여러 나라의 학교를 다녔다. 치어리딩 부 부장.
돌로리스 퀸 (Dolores "Lolita" Quinn)
2학년 6반
미국 유학생으로 카밀리아와는 룸메이트이자 단짝 친구 사이. 음악 특기생. 초등학생이라고 놀림받을 정도로 덩치가 작지만 폭발적인 가창력의 소유자이기도 하다. 카밀리아가 붙인 애칭인 '롤리타'라고 불린다.
제갈승미 (諸葛昇美)
2학년 2반
신문부의 취재기자. 메모광이며 약간의 활자중독증세도 갖고 있다. 별명은 '제기랄', '제갈공명'.

### 3학년
서활인 (西活仁)
3학년 6반
방송부 부장. HDV 카메라를 들고 교내를 누빈다. 종군기자가 되는 것이 꿈이다. 늘 카메라를 들고 활기차게 돌아다닌다고 해서 별명은 활어(活魚).
빈나련 (賓羅蓮)
3학년 4반
전임 학생회장으로 학생들의 신뢰가 두텁고 인기도 많아 차기 여왕 후보로 손꼽히고 있다. 그를 여왕으로 추대하는 추종자들은 왕당파로 불린다.
포효범 (包曉梵)
3학년 5반
전임 학생회 부회장으로 나련을 그림자처럼 따라다니며 수호한다. 초등학교 이래의 소꿉친구로 늘 가까이에서 지내고 있다. 큰 키와 보이시한 외모 덕분에 학생들의 인기가 높지만 이런 인기를 성가시다고 생각한다.
메이브 I. 던세이니 (Medb Iseult Dunsany)
3학년 4반
아일랜드계 영국인 유학생. 학생회 총무부장이자 치어리딩부의 전 부장으로 빼어난 미모로 선망의 대상이 되고 있다. 이름은 아일랜드 민담에 나오는 요정 여왕의 이름에게서 따왔기에 '요정왕국의 공주님'이라는 별칭이 있으며 귀족이자 마법사 혈통인 던세이니 가문의 정통 후계자이기에 고향에서는 '레이디 던세이니(Lady Dunsany)'로, 영화궁에서는 신비로운 느낌의 초록색 눈동자로 인해 '에메랄드 아이(Emerald Eyed)'라고 불린다. 스스로 만든 LXG(the League of eXtraordinary Girls)라는 엘리트 유학생들의 모임을 휘하에 두고 여왕 자리에 도전한다.

### 교사, 교직원
한송이
8세(추정). 영화궁 고등학교 교장. 어린 나이에 교장직을 맡고 있어 학생들은 '학교의 7대 불가사의'라고 부른다.
관채향
31세. 교무주임 겸 교장 비서. 교장의 어머니와도 같은 역할을 하며 돌봐준다.
손선지
26세. 보안 및 경비요원. 덩치는 작으나 격투기 합계 11단을 자랑하는 실력자이다.

### 기타
초월랑 (楚月朗)
전임 여왕으로 졸업식날 이후로 행방불명이 되었다. 마트료나의 첫키스 상대.